# Маленький солдат
«Маленький солдат» (фр. Le Petit Soldat) — фильм французского режиссёра Жана-Люка Годара, снятый в 1960 году, но запрещенный к показу вплоть до 1963-го за реалистичные сцены насилия.

## Сюжет
Действия разворачиваются в Женеве на фоне Алжирской войны. Главный герой — журналист Бруно Форестье втягивается в невидимую войну различных тайных организаций. Его принуждают убить одного из французских мятежников Паливоду. Сначала Бруно отказывается, но под психическим воздействием со стороны спецслужб убивает свою жертву.

## В ролях
- Мишель Сюбор — Бруно Форестье
- Анна Карина — Вероника Дрейер
- Ласло Сабо — Ласло
- Пол Бюва — Пол
- Анри-Жак Юэ — Жак

## Съёмочная группа
- Автор сценария: Жан-Люк Годар
- Режиссёр: Жан-Люк Годар
- Оператор: Рауль Кутар
- Монтажёры: Аньес Гиймо, Лила Херман, Надин Трентиньян
- Композитор: Морис Леруа

## Продолжение
- Персонаж Бруно Форестье в исполнении Мишеля Сюбора появляется также в фильме Клер Дени «Красивая работа» (1999), но уже как высокопоставленный офицер, командир Иностранного легиона.